# Tiro nos Jogos Asiáticos da Juventude de 2009
As competições de tiro esportivo nos Jogos Asiáticos da Juventude de 2009 ocorreram entre 1 e 4 de julho. Quatro eventos foram disputados.

## Calendário
| Junho/Julho | 20 | 22 | 24 | 27 | 29 | 30 | 1 | 2 | 3 | 4 | 5 | 6 | 7 | Finais |
| ----------- | -- | -- | -- | -- | -- | -- | - | - | - | - | - | - | - | ------ |
| Tiro        |    |    |    |    |    |    | 1 | 1 | 1 | 1 |   |   |   | 4      |

## Quadro de medalhas
| Ordem | País          | Medalha de ouro | Medalha de prata | Medalha de bronze |    |
| ----- | ------------- | --------------- | ---------------- | ----------------- | -- |
| 1     | China         | 2               | 3                |                   | 5  |
| 2     | Coreia do Sul | 2               | 1                | 1                 | 4  |
| 3     | Cazaquistão   |                 |                  | 1                 | 1  |
| 3     | Kuwait        |                 |                  | 1                 | 1  |
| 3     | Singapura     |                 |                  | 1                 | 1  |
| TOTAL | TOTAL         | 4               | 4                | 4                 | 12 |

## Medalhistas
| Evento                                  | Ouro                           | Prata                       | Bronze                         |
| Carabina de ar 10m masculino (detalhes) | CHN China Wu Jianing           | CHN China Gao Tingjie       | SIN Singapura Abel Lim         |
| Carabina de ar 10m feminino (detalhes)  | CHN China Zhong Chunchan       | KOR Coreia do Sul Go Do-Won | KUW Kuwait Hessah Al-Zayed     |
| Pistola de ar 10m masculino (detalhes)  | CHN China Wu Jianing           | CHN China Gao Tingjie       | SIN Singapura Abel Lim         |
| Pistola de ar 10m feminino (detalhes)   | KOR Coreia do Sul Choi Dae-Han | CHN China Zhang Jie         | KAZ Cazaquistão Yakov Donguzov |